# Karen Harupová
Karen Margrethe Harupová Petersenová (20. listopadu 1924 Skovshoved – 9. července 2009 Kodaň) byla dánská plavkyně. Byla držitelkou tří olympijských medailí, přičemž všechny získala na jedněch hrách, v Londýně roku 1948. Zde vyhrála závod na 100 metrů znak, skončila druhá v závodě na 400 metrů volným způsobem a stříbro si odnesla i ze štafetového závodu na čtyřikrát 100 metrů volným stylem. Byla rovněž trojnásobnou mistryní Evropy, i tentokrát všechny medaile získala na jediném šampionátu, v Monte Carlu roku 1947. Všechny tři zlata získala ve stejných disciplínách jako tři olympijské medaile. Měla na svém kontě také 30 národních mistrovských titulů. Utvořila během své kariéry dva světové rekordy a vytvořila čtyři rekordy olympijské. Kariéru ukončila na vrcholu, roku 1949, načež se věnovala po zbytek života trénování. Roku 1975 byla uvedena do Mezinárodní plavecké síně slávy.
Ve své autobiografii nazvané Lasse z roku 1950 uvedla, že ji k plavání přivedla rozhlasová reportáž z olympijských her v Berlíně 1936, kde dvanáctiletá Inge Sørensenová získala bronzovou medaili na 200 metrů prsa, načež její otec po vysílání řekl přátelům: „Představte si, že by to byla vaše vlastní dcera!“ Roku 1944 se vyučila kožešnicí a toto povolání vykonávala i během své plavecké kariéry, jinak by ztratila status amatéra, který byl tehdy podmínkou účasti na olympijských hrách. Přitom už ale souběžně i trénovala mladé, byť kvůli přísným pravidlům amatérismu jen zdarma. Teprve po skončení závodní kariéry mohla z trénování učinit své povolání. Věnovala se mu pět desetiletí, trénovala i v důchodovém věku.